# Louis Michel (maître écrivain)
Pour les articles homonymes, voir Louis Michel et Michel.
Louis Michel est un maître écrivain français actif, né en 1675 et mort en 1746.

## Biographie
Il était fils d'un maître écrivain, et un de ses frères a exercé le même métier. Il fut reçu maître en la Communauté des écrivains jurés le 18 octobre 1698. Il passait pour un excellent pédagogue de son art et faisait travailler ses nombreux élèves avec la plume à deux becs. Il est mort le 24 juin 1746, âgé de presque 71 ans.

## Œuvres
- Quelques spécimens de sa main sont à Chicago NL : Wing MS fZW 639 .M 582
- Il semble qu'il n'ait rien fait graver.